# Джефферсон (округ, Небраска)
Шаблон:StateAbbr_ 40°10′ пн. ш. 97°09′ зх. д. / 40.17° пн. ш. 97.15° зх. д.
Округ Джефферсон (англ. Jefferson County) — округ (графство) у штаті Небраска, США. Ідентифікатор округу 31095.

## Історія
Округ утворений 1856 року.

## Демографія
За даними перепису
2000 року
загальне населення округу становило 8333 осіб, зокрема міського населення було 4307, а сільського — 4026.
Серед мешканців округу чоловіків було 4073, а жінок — 4260. В окрузі було 3527 домогосподарств, 2354 родин, які мешкали в 3942 будинках.
Середній розмір родини становив 2,85.
Віковий розподіл населення поданий у таблиці:
| Стать    | До 15 років | 15-21 | 22-29 | 30-39 | 40-49 | 50-65 | 65-85 | Понад 85 |
| -------- | ----------- | ----- | ----- | ----- | ----- | ----- | ----- | -------- |
| Чоловіки | 826         | 334   | 326   | 454   | 674   | 680   | 675   | 104      |
| Жінки    | 728         | 370   | 251   | 497   | 609   | 695   | 868   | 242      |

## Суміжні округи
- Салін — північ
- Ґейдж — схід
- Вашингтон, Канзас — південь
- Ріпаблік, Канзас — південний захід
- Теєр — захід
- Філлмор — північний захід

## Виноски
1. ↑  US Decennial Census. US Census Bureau. Архів оригіналу за 26 квітня 2015. Процитовано 8 грудня 2014.
2. ↑  Historical Census Browser. University of Virginia Library. Архів оригіналу за 11 серпня 2012. Процитовано 8 грудня 2014.
3. ↑  Population of Counties by Decennial Census: 1900 to 1990. US Census Bureau. Архів оригіналу за 27 квітня 2015. Процитовано 8 грудня 2014.
4. ↑  Census 2000 PHC-T-4. Ranking Tables for Counties: 1990 and 2000 (PDF). US Census Bureau. Архів оригіналу (PDF) за 18 грудня 2014. Процитовано 8 грудня 2014.
5. ↑  State & County QuickFacts. US Census Bureau. Архів оригіналу за 7 червня 2011. Процитовано 20 вересня 2013.(англ.) Наведено за англійською вікіпедією.
6. ↑  American FactFinder. Бюро перепису населення США. Архів оригіналу за 21 травня 2008. Процитовано 31 січня 2008.

| США | Це незавершена стаття з географії США. Ви можете допомогти проєкту, виправивши або дописавши її. |